# Stevan Galogaža
Stevan Galogaža (Ponikvari, 1893 – Jasenovac, 1944) è stato uno scrittore e giornalista serbo.
Fu filosofo marxista ed editore di varie opere filosofiche. Fu inoltre scrittore e la sua più celebre opera, Strane silohuettes (1927), esprime un forte biasimo verso una società condannata alla distruzione.